# Коммунистическая партия Дании (марксистско-ленинская)
Коммунистическая партия Дании (марксистско-ленинская) (дат. Danmarks Kommunistiske Parti/Marxister-Leninister, DKP / ML) — небольшая коммунистическая партия ходжаистского толка, существовавшая в Дании в 1978—2006 годах. Объединилась с «Коммунистическим собранием» в новую Коммунистическую партию.

## История
DKP / ML была основана в 1978 году в результате объединения Марксистско-ленинистского союза и Коммунистического объединения марксистов-ленинцев (состоявших из бывших членов Коммунистической рабочей партии, после албано-китайского раскола перешедшими на идеологические позиции Албанской партии труда).
Под названием «Марксистско-ленинская группа» принимала участие в выборах 1984 и 1987 годов под номером L, но оба раза набирала менее 1000 голосов (соответственно, 978 и 987).
Партия с самого основания установила связи с АПТ и ходжаистской Албанией, откуда получала некоторую (небольшую в силу ограниченности ресурсов страны после разрыва с КНР) финансовую и организационную поддержку. Пыталась распространять переведённые на датский язык документы АПТ и работы Энвера Ходжа. С партией сотрудничал, в частности, композитор Томас Коппель, дважды посещавший Албанию и пропагандировавший её политическую систему.
После отхода АПТ от ходжаизма и отстранения её от власти, DKP / ML взяла курс на сближение с другими леворадикальными партиями, выступая с предложениями об объединении (одно время были достигнуты соответствующие договорённости с Коммунистической партией в Дании, но в конечном итоге объединение не состоялось). В 2006 году объединилась с «Коммунистическим собранием» в новую Коммунистическую партию.
DKP / ML издавала ежедневную газету «Arbejderen» и журнал «Partiets Vej».